# Per Nyqvist
Per Nyqvist (Göteborg, 21 maggio 1964) è un ex pentatleta svedese.

## Palmarès
In carriera ha conseguito i seguenti risultati:
- Europei

Umeå 1989: bronzo nel pentathlon moderno individuale.